# Тигровая акула
Тигро́вая аку́ла, или леопардовая акула (лат. Galeocerdo cuvier) — единственный представитель хрящевых рыб одноимённого рода семейства серых акул (Carcharhinidae) отряда кархаринообразных (Carcharhiniformes). Один из наиболее распространённых видов акул на Земле.
Тигровые акулы широко распространены в тропическом и субтропическом поясе Мирового океана, где обитает как в открытых водах, так и вблизи побережья. Они особенно распространены у островов в центральной части Тихого океана. Ведут ночной образ жизни. Эти крупные хищники достигают длины 5,5 м. У них очень разнообразный рацион, который включает ракообразных, рыб, морских млекопитающих, птиц, головоногих, морских змей и черепах. В желудках крупных особей находили несъедобные предметы. Тигровые акулы размножаются живорождением, они плодовиты, в помёте бывает до 80 новорождённых. Эти акулы представляют опасность для человека. Являются объектом целевого промысла. Ценятся плавники, шкура и печень.

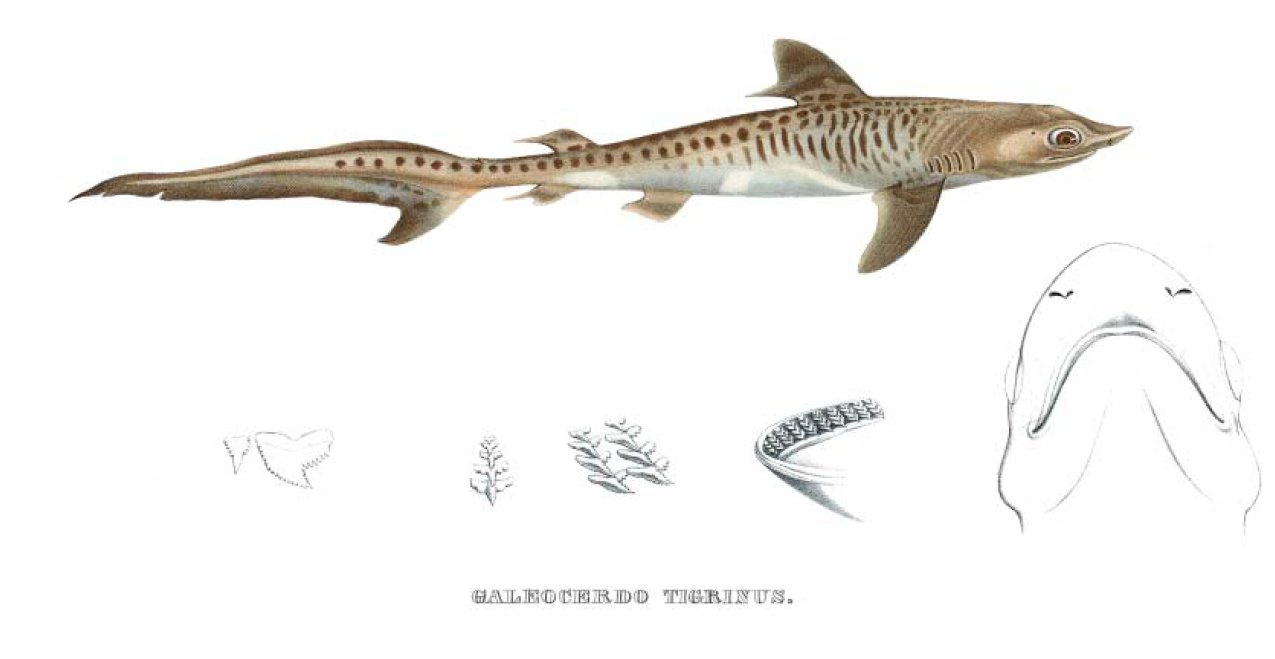
Старинное изображение тигровой акулы под названием Galeocerdo tigrinus

## Таксономия
Тигровая акула впервые была описана Пероном и Лесюёром в 1822 году в составе рода Squalus, как вид Squalus cuvier. Позднее этот вид был отнесён к описанному в 1837 году Мюллером и Генле роду Galeocerdo. По современным представлениям является единственным видом в составе монотипического рода Galeocerdo.
Название рода происходит от слов греч. γαλεός  — «акула». Вид назван в честь французского натуралиста Жоржа Леопольда Кювье.  

## Ареал

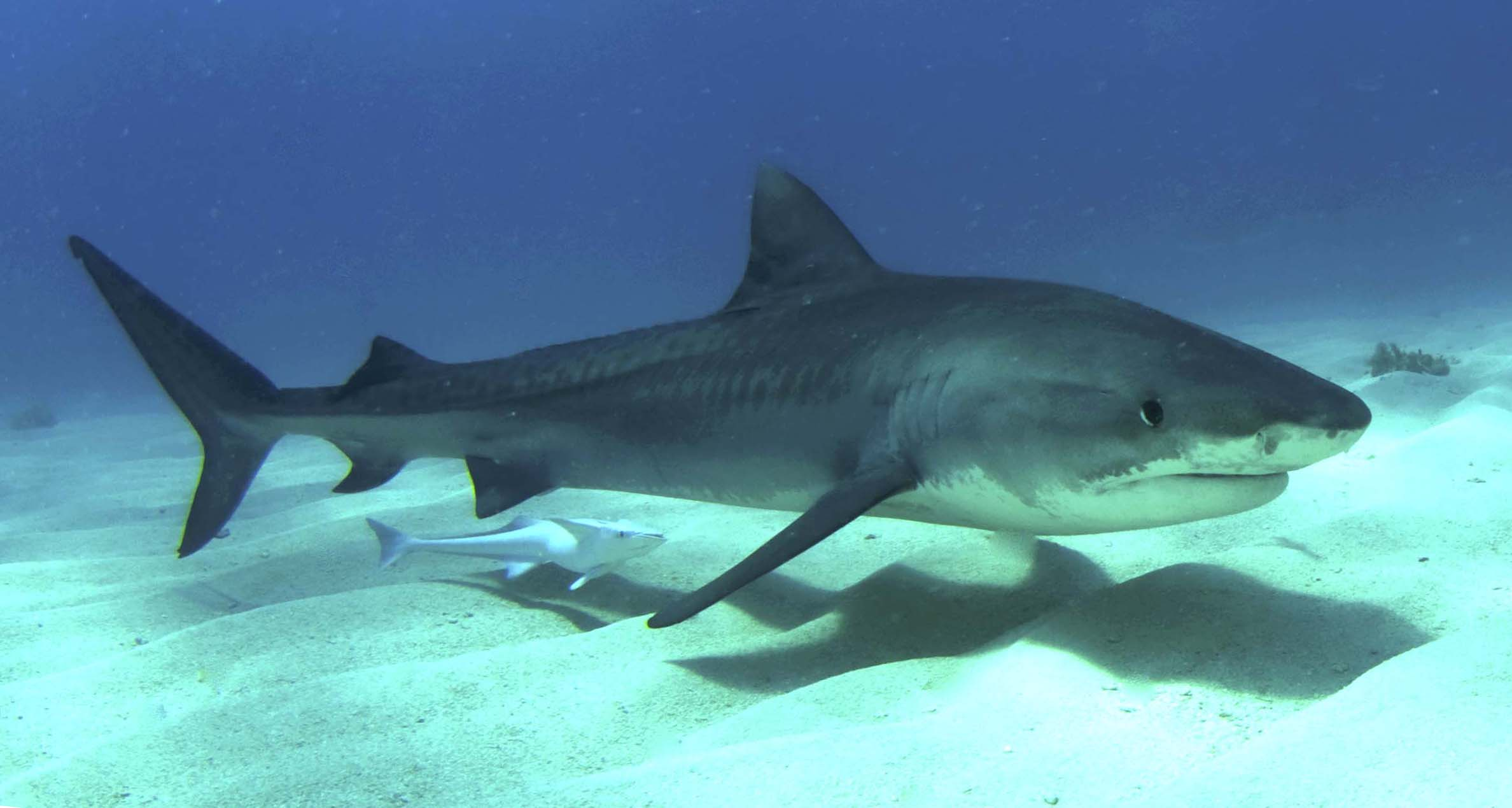

Тигровые акулы встречаются недалеко от берега, в основном в тропических и субтропических водах по всему миру. Они ведут в основном кочевой образ жизни, в течение холодных месяцев держатся ближе к экватору, миграции связаны с тёплыми течениями. Этот вид предпочитает оставаться на глубине, на границе с рифами, но, преследуя добычу, может заплыть на мелководье. В западной части Тихого океана эти акулы попадаются от берегов Японии до Новой Зеландии. Путём мечения было установлено, что в ходе миграций тигровые акулы способны преодолеть до 3430 км.
Этот вид встречается в большом количестве в Мексиканском заливе, у берегов Северной и Южной Америки. Он также широко распространён в Карибском море. Кроме того, тигровые акулы обитают у побережья Африки, Китая, Гонконга, Индии, Австралии и Индонезии.
Тигровые акулы были зафиксированы на глубине около 900 метров. Некоторые источники утверждают, что они могут подходить к берегу на такую глубину, которая обычно считается слишком мелкой для акул их размера, и даже заплывают в эстуарии рек. На Гавайях тигровых акул регулярно наблюдают на глубине 6—12 метров и даже 3 метра. Они часто посещают мелкие рифы, пристани и каналы, где потенциально могут встретиться с людьми.

## Описание
Передняя часть тела утолщенная, к брюху становится заметно у́же. Крупная голова с большими глазами и коротким тупым рылом имеет клиновидную форму и легко поворачивается из стороны в сторону. Вдоль верхней губы проходит длинная борозда. Расстояние от кончика рыла до рта равно дистанции между ноздрями и намного меньше длины рта. Позади глаз расположены крупные щелевидные брызгальца. Ноздри маленькие, расстояние между ними в 3 раза больше их ширины. Спереди они обрамлены широкой треугольной складкой кожи. Рыло тигровых акул покрыто расширенными порами. Это электрорецепторы, позволяющие им улавливать изменения электрического поля. С помощью боковой линии, которая тянется по бокам вдоль всего тела, акулы засекают малейшие вибрации водной среды. Эти приспособления позволяют им находить добычу и даже охотиться в темноте.
Первый спинной плавник высокий и широкий. Его основание начинается позади грудных плавников. Оно ближе к грудным плавникам, чем к брюшным. Второй спинной плавник маленький, его высота составляет 2/5 или менее от высоты первого спинного плавника. Основание находится перед анальным плавником. Грудные плавники широкие, серповидной формы. Длина грудных плавников от основания до задних кончиков составляет 3/5 до 2/3 длины их переднего края. Их основание расположено на уровне между 3 и 4 жаберными щелями. Между первым и вторым спинными плавниками имеется гребень. На хвостовом стебле пролегает низкий продольный киль. Анальный плавник по размеру сопоставим с вторым спинным плавником. Верхняя лопасть хвостового плавника удлинена, под кончиком имеется вентральная выемка.

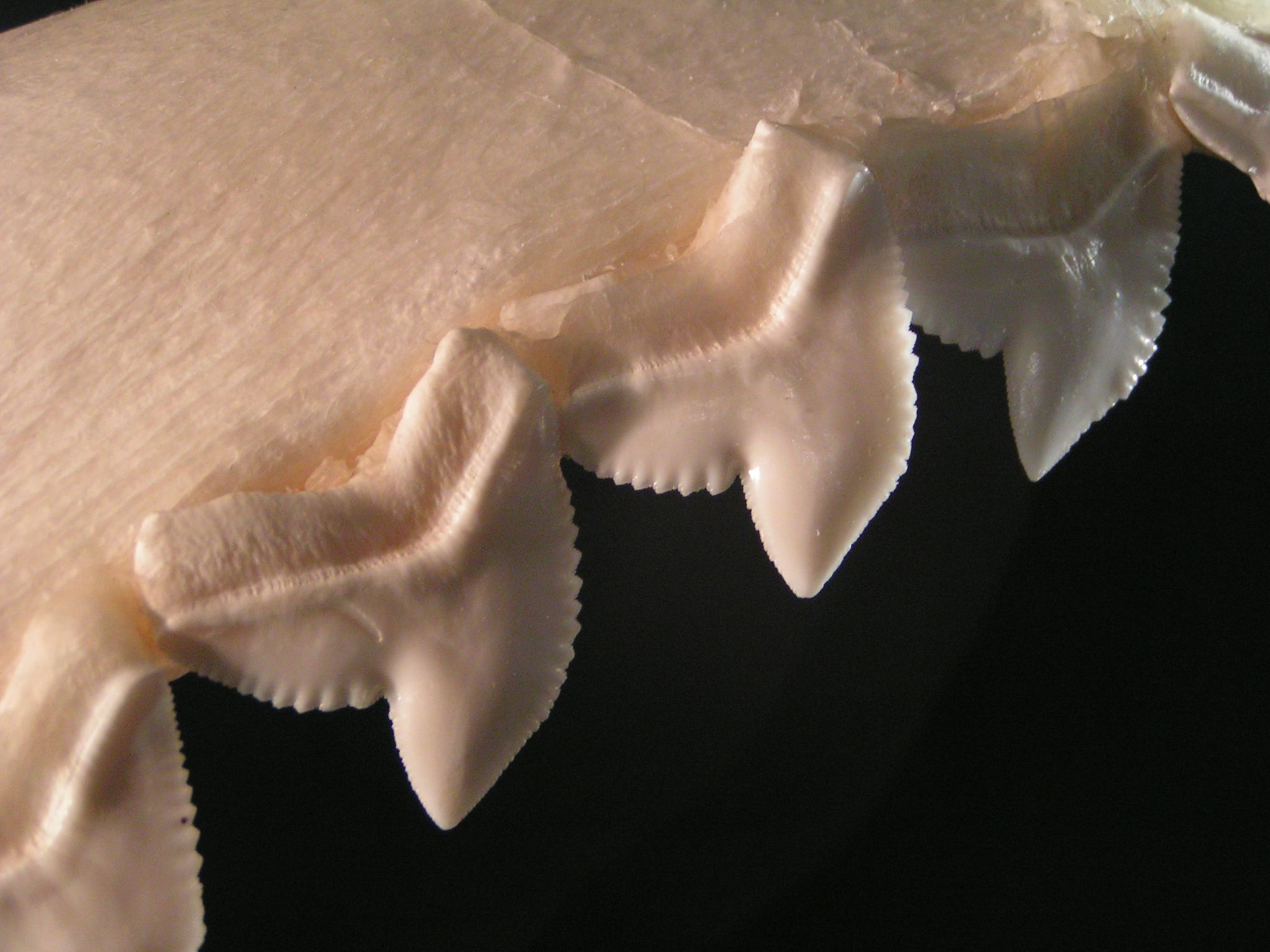
Зубы тигровой акулы.

У тигровой акулы очень большой рот с мощными челюстными мышцами и характерные зубы. Каждый зуб имеет скошенную вершину и зазубренное лезвие. Край каждой зазубрины в свою очередь покрыт мелкими зазубринками. Верхние и нижние зубы схожи по форме и размеру. Зубы приспособлены для того, чтобы рассекать плоть, кости и даже панцири морских черепах.
Окраска серая, брюхо белое или светло-жёлтое. Пока акула не достигнет двухметровой длины, на её боках заметны поперечные полосы, похожие на тигриные — отсюда название. Эти полосы маскируют этих рыб от их более крупных сородичей. Потом полосы тускнеют, выцветают. Дорсальная поверхность взрослых тигровых акул тёмно-серого цвета. Особенно хорошо окраска камуфлирует тигровых акул на тёмном фоне.

### Размеры
Это одна из крупнейших современных акул. В среднем тигровые акулы достигают длины 3,25—4,25 м, при массе в 385—635 кг. Изредка самцы вырастают до 4,5 метров, а самки до 5 метров. Согласно книге рекордов Гиннесса одна беременная самка, пойманная в австралийских водах, имела длину 5,5 м и массу 1524 кг. Имеются неподтвержденные сведения, что акулы этого вида могут достигать и гораздо бо́льших размеров — 6,32 м (Панамский залив, 1922 год), 7,4 м и даже 9,1 м.

## Биология

### Питание и взаимодействие с другими видами
Активные хищники и прекрасные пловцы, тигровые акулы обычно медленно патрулируют территорию, совершая еле уловимые движения, но становятся быстрыми и подвижными, учуяв пищу. Во время атаки или бегства они способны мгновенно развить высокую скорость. Тигровые акулы охотятся в одиночку, в основном ночью, отплывая дальше от берега и поднимаясь ближе к поверхности. Иногда они встречаются группами, вероятно, образовавшимися в результате наличия общей кормовой базы. Они являются высшими хищниками, хотя, по некоторым данным, на них могут нападать косатки.
Будучи очень прожорливой и неразборчивой в еде, эта акула пожирает крабов, лангустов, двустворчатых и брюхоногих моллюсков, кальмаров, самых разнообразных рыб (в том числе скатов и других акул, например, серо-голубых), морских птиц, змей, млекопитающих (в том числе бутылконосых дельфинов, дельфинов-белобочек, продельфинов, дюгоней, реже — тюленей и морских львов) и черепах (включая наиболее крупные виды: логгерхед, зелёную и, возможно, даже кожистую), которых она выедает из панциря. Широкие, достаточно мощные и крепкие челюсти в сочетании с большими пильчатыми зубами дают возможность тигровой акуле нападать на довольно крупную или защищенную добычу, хотя, в целом, основу их рациона составляют именно мелкие животные — показателен тот факт, что в желудках крупных акул находили даже мелких рыбок длиной около 20 см. Острое обоняние дает ей способность реагировать на присутствие даже слабых следов крови. Улавливая низкочастотные звуковые волны, акулы уверенно находят жертву даже в мутной воде. Акулы кружат возле добычи и исследуют её, толкая рылом. Атакуя, они зачастую проглатывают свою жертву целиком.
Для этого вида характерен и каннибализм: например, одна крупная тигровая акула сожрала более мелкого представителя своего вида, попавшего на крючок тунцеловного яруса, но не насытилась и схватила соседнюю наживку, оказавшись пойманной сама. Эта акула без излишней брезгливости относится к падали и отбросам. Перечень съедобных и несъедобных предметов, извлечённых из желудков, очень велик и включает останки лошадей, коз, собак, кошек, крыс, канистры, автомобильные шины, коровье копыто, оленьи рога, голову и передние конечности африканского крокодила, разные тряпки, ботинки, мешки угля, консервные банки, пивные бутылки, коробки из-под сигарет, картофель, кожаный кошель и многие другие вещи.
В связи с высоким риском нападения дельфины часто избегают мест скопления тигровых акул. Тигровые акулы могут атаковать раненых или больных китов. Было документально зафиксировано, как группа акул этого вида напала и съела больного горбача в 2006 году близ Гавайских островов. Тигровые акулы также охотно поедают трупы китов. В одном из таких зафиксированных инцидентов они вместе с белой акулой отрывали куски от туши кита. В желудках 15 из 85 тигровых акул, пойманных у побережья Австралии, были обнаружены остатки дюгоней. В ходе исследований на теле одного из дюгоней также были обнаружены следы от зубов акулы или косатки. Кроме того, изменение локальных мест обитания дюгоней носило характер, свойственный для животных, на которых обычно охотятся тигровые акулы.
Ежегодно в июле тигровые акулы собираются у побережья западных островов Гавайских островов, когда начинают летать птенцы темноспинных альбатросов, ещё неспособные подолгу держаться в воздухе и вынужденные опускаться на воду.
На тигровых акулах паразитируют морские миноги Petromyzon marinus, Myxosporea Ceratomyxa lunata, цестоды, в том числе Grillotia sp., Grillotiella exile, Otobothrium cysticum и Pterobothrium heteracanthum, трематоды Staphylorchis cymatodes, нематоды Echinocephalus overstreeti, Echinocephalus sinensis и Terranova scoliodontis, веслоногие ракообразные, такие как Nemesis sp., Nesippus sp. и Pandarus sp., равноногие Gnathia albipalpebrata, Gnathia nubila, Gnathia parvirostrata и прочие.

### Размножение и жизненный цикл
Самцы достигают половой зрелости при длине 2—2,9 м, а самки — 2,5—3,5 м. Самки приносят потомство один раз в 3 года. Во время спаривания самец удерживает самку зубами, зачастую нанося ей раны. В Северном полушарии спаривание обычно происходит в период с марта по май, акулята появляются на свет с апреля по июнь на следующий год. В Южном полушарии спаривание происходит в ноябре, декабре или начале января. Самка, готовая произвести потомство, теряет аппетит, чтобы избежать каннибализма. Тигровая акула является единственным яйцеживородящим видом в своем семействе Carcharhinidae. Детёныши вылупляются из зародышевой сумки внутри матери и рождаются, когда полностью разовьются. На период размножения акулы самки собираются в стаи для защиты потомства от самцов.
Беременность длится 13—16 месяцев. В помёте от 10 до 80 акулят. Новорожденные, как правило, имеют в длину от 51 до 76 сантиметров. Максимальная продолжительность жизни неизвестна, по оценкам она может достигать 45—50 лет. Возраст тигровой акулы, прекаудальная длина которой составляла 2 м, оценивался в 5 лет, а 3 м — 15 лет.

## Взаимодействие с человеком

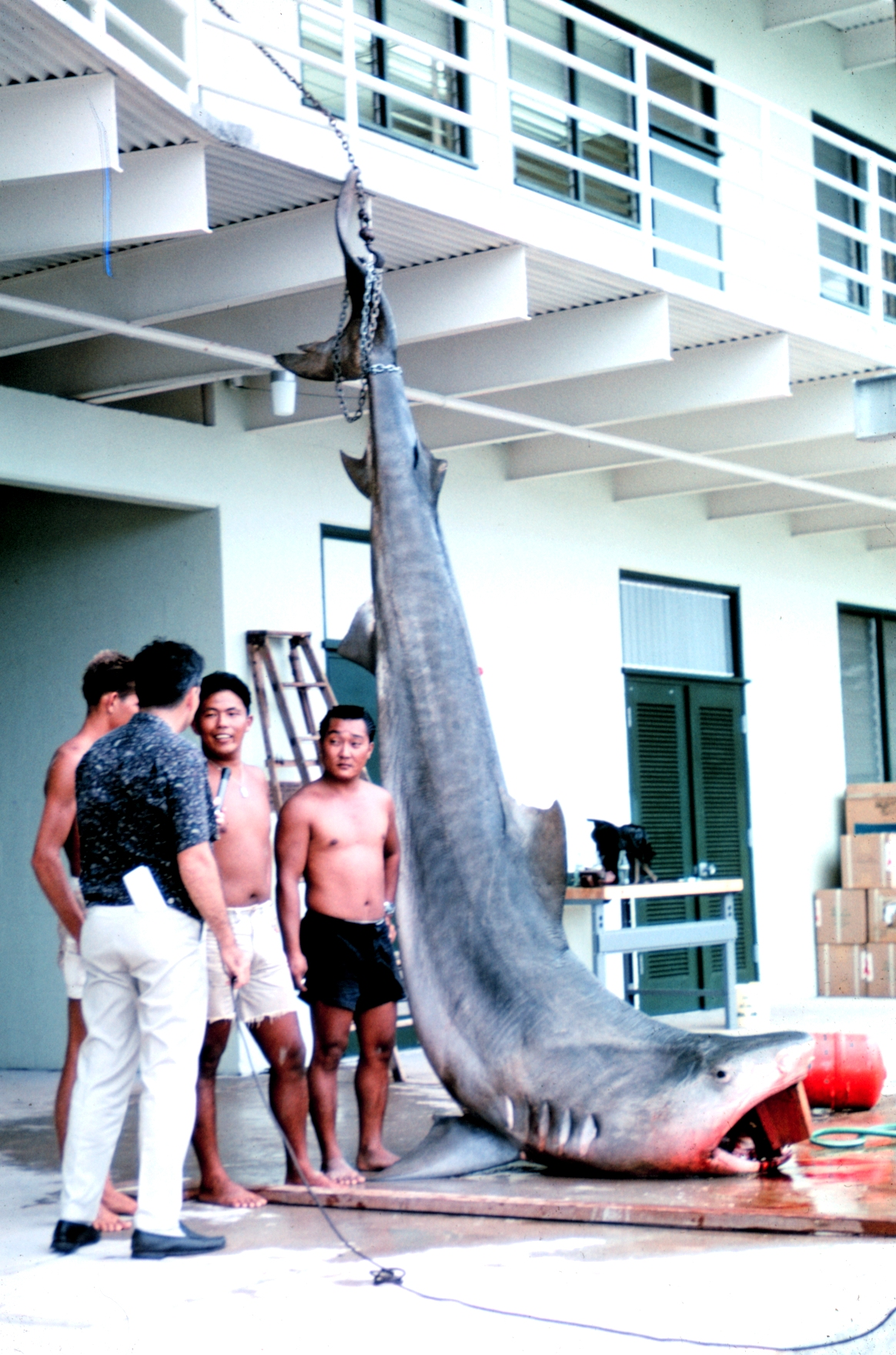
Тигровая акула, пойманная на Гавайях.

В тропических водах тигровая акула представляет собой едва ли не наиболее опасный для человека вид. Известно много случаев, когда в желудках пойманных акул находили части человеческого тела. Некоторые находки, вероятно, можно объяснить поеданием трупов, но многие из жертв, несомненно, встретились с акулой еще живыми и здоровыми. Нападения отмечены во многих районах — у берегов Флориды, островов Карибского моря, Сенегала, Австралии, Новой Гвинеи, островов Самоа, в Торресовом проливе и в Красном море. Эти нападения происходили как у берегов, так и в открытом море. В 1937 году тигровая акула убила двух юношей, купавшихся у берегов Нового Южного Уэльса (Австралия). Впоследствии она была поймана с останками своих жертв в желудке. В 1952 г, близ небольшого островка в районе Пуэрто-Рико акула напала на подводного охотника, загарпунившего рыбу. В 1948 г. нападению подверглась шлюпка, направляющаяся к берегам Флориды. Именно тигровая акула 8 июня 2023 в египетском городе Хургада напала и убила российского туриста, 23-летнего уроженца Архангельской области Владимира Попова. Все это происходило рядом с пляжем, а свидетели снимали это на видео. Позже эту акулу отловили и вытащили из желудка останки убитого мужчины. После этого специалисты Института морских наук и заповедников Красного моря занялись мумификацией рыбы, а ее тело выставили в музее на всеобщее обозрение.
В среднем на Гавайях происходит 3—4 нападения в год, большинство атак не приводят к смерти жертвы. Это удивительно низкое количество нападений, учитывая тот факт, что в гавайских водах каждый день тысячи людей плавают в море, занимаются сёрфингом и дайвингом. В октябре 2003 года газеты пестрели сообщениями о нападении тигровой акулы. Тогда американской сёрфингистке Бетани Хэмилтон, которой на тот момент было 13 лет, акула откусила до плеча руку. Несмотря на нападение, через некоторое время она вернулась в сёрфинг. Хэмилтон в настоящее время является профессиональным сёрфером. После этого происшествия была поймана крупная тигровая акула. На основании её размера и формы челюстей было сделано предположение, что это та самая акула, которая напала на Хэмилтон. К 2011 году в списке International Shark Attack File было зафиксировано 169 нападений, совершённых тигровыми акулами, из которых 29 имели летальный исход. С 1959 по 1976 г. для защиты туристической индустрии были отстреляны 4668 тигровые акулы. Несмотря на эти усилия, количество атак не уменьшается. На Гавайях запрещено прикармливать акул. Южноафриканский специалист по поведению акул и ныряльщик с акулами Марк Аддисон в 2007 году на Discovery Channel продемонстрировал, как дайверы могут плавать с тигровыми акулами без защитной клетки.
Тигровых акул ловят ради плавников, мяса и печени. Они являются объектом целевого промысла, попадаются в качестве прилова. Численность тигровых акул несколько снизилась в местах интенсивного рыболовства за счет уменьшения кормовой базы, но в целом их положение довольно стабильно. Увеличение спроса, особенно на акульи плавники, может в будущем привести к дальнейшему снижению поголовья. Международный союз охраны природы присвоил тигровой акуле охранный статус «Близкий к уязвимому положению». В 2010 году Гринпис внёс тигровую акулу в красный список морепродуктов, в который входят рыбы, наиболее широко продающиеся по всему миру.
Этих акул можно содержать в океанариумах, но обычно они живут в неволе не больше нескольких месяцев.